# 헤수스 우에르타 데소토
헤수스 우에르타 데소토(스페인어: Jesús Huerta de Soto, 마드리드, 1956년 12월 23일 ~ )는 현재 오스트리안 경제학파를 가장 잘 대표하는 스페인 출신의 경제학자이며 정치철학자이다. 마드리드에 있는 후안카를로스 국왕 대학교에서 정치경제학 교수로 재직하고 있다. 그는 두 개의 박사학위를 마드리드에 있는 콤플루텐세 국립대학교에서 받았는데, 1984년에 법학 박사 학위를, 그리고 1992년에는 경제학 박사 학위를 받았다. 스페인중앙은행으로부터 장학금을 받아 스탠퍼드 대학교에서 공부하여 MBA학위를 받았고, 1979년에 콤플루텐세 국립대학 법학대학에서 정치경제학 교수가 되었다. 2000년부터는 후안카를로스 국왕 대학교의 법학/사회과학 대학에서 정치경제 교수로 재직해오고 있다. 2007년 10월부터는, 오스트리안 경제학 학풍을 유럽과 전 세계에 전파하기 위해, 유럽연합으로부터 유일하게 인가받은 오스트리안 경제학 석사학위 프로그램을 가르치고 있다. 2004년 4월에는 학술지인 Procesos de Mercado: revista europea de economía política [시장 프로세스: 정치경제 유럽 학술지]를 설립하여 편집자로 활동해오고 있다. 오스트리안 학파의 논문들을 싣고 있고, 유럽 연합의 공식적인 언어로 일 년에 두 번 발행되고 있다. 그의 학술적 공헌은 매우 많은 데, 예를 들어, 그의 저서인 "개인 연금제도"는 후안 카를로스 국왕이 수여하는 국제적인 경제학상을 1983년에 받았다.
우에르타 데소토는 루트비히 폰 미제스 학회의 회원이며, 마드리드 사회과학 고등연구소의 후원자이며, 몽 펠르랭 소사이어티의 부회장을 2000년부터 2004까지 역임하기도 하였다. 또한 Quarterly Journal of Austrian Economics와 the Journal of Markets and Morality, 그리고 New Perspectives on Political Economy의 편집위원이며, [인간행동 연구소]의 공동 설립자이기도 하다. 그는 마드리드에 있는 후안 데 마리아나 연구소와 매우 긴밀하게 협력해오고 있다.
2009년에 프란시스코 마로킨 대학교로부터 명예박사학위를 받기 시작해서, 2010년에는 루마니아 이아쉬의 알렉산드루 이오안 쿠자 대학교로부터 명예박사학위를, 그리고 2011년에는 러시아연방정부에 속해 있고 레닌이 설립한 모스크바의 the Financial University으로부터 명예박사학위를 받았다.
그가 받은 국제적인 학술상 중에는, 브루셀의 CNE가 수여하는 아담스미스상을 2005년에, 프라하의 the University of Economics가 경제학 교육에 탁월한 사람에게 수요하는 the Franz Cuhel Memorial Prize상을 2006년에, the Gary G. Schlarbaum Prize for Liberty을 살라망카에서 2009년에, the Foment del Treball Nacional 상을 바르셀로나에서 2009년에, 그리고 2013년 6월 21일에는 독일 괴팅겐대학교으로부터 하이에크 금상을 받았다.
그의 학술적인 공헌 중에는, 우선 2010년에 발행된 그의 저서 Socialism, Economic Calculation, and Entrepreneurship에 기술된 기업가정신과 사회주의의 불가능성에 대한 연구가 있다. 그리고 그의 또 다른 저서 "화폐, 은행 신용, 그리고 경기변동”에 실린 오스트리안 학파의 경기변동이론 연구과, 그리고 그의 저서 “동적 효율성의 이론"에 실린 동적 효율성 이론 연구 등이 있다. 우에르타 데소토의 주장에 따르면, 사회현실을 분석하려면, 세가지 접근법, 즉, 폰 미제스의 이론적 접근, 하이에크의 역사-진화론적 접근, 그리고 로스바드의 윤리적 접근이 적절하게 합쳐져야 한다. 우에르타 데소토의 저작들은 러시아어, 중국어, 일본어, 아랍어 등 스물한가지 언어로 번역되었다.
이념적으로 우에르타 데소토는 전통적인 자유주의(classical liberalism)보다 무정부적 자본주의(anarcho-capitalism)가 이론적으로 우월하다고 믿고 있다. 그리고 완전한 경제 자유화와 금융제도의 전체적인 정비가 필요하다고 보고 있는데, 금본위제도와 100% 은행 준비금 제도로의 복귀를 주장하고 있다. 머레이 로스바드가 믿었던 것처럼, 스페인 전성기의 살라망카 학파야 말로 오스트리아학파와 경제자유주의에 앞선 선구자였고, 오늘날 우리가 경제과학이라고 부르는 것의 요람이었다고 그는 믿고 있다. 응용 경제학 영역에서 우에르타 데소토는 유로를 옹호하고 있는데, 유로가 금본위제의 대리로 활용되어 정치가와 관료들 그리고 이해집단들을 훈육해야한다고 보고 있다.
우에르타 데소토는 상당한 규모의 젊은 학자들과 추종자들을 성공적으로 만들어 냈는데, 이들 중에서 박사학위자를 가진 이들로는 Philipp Bagus, Miguel Ángel Alonso Neira, David Howden, Gabriel Calzada, Javier Aranzadi del Cerro, Óscar Vara Crespo, Adrián Ravier, Juan Ramón Rallo, Miguel Anxo Bastos Boubeta, and María Blanco 등이 있다. 그리고, 2011년부터 우에르타 데소토는 개인자유당(Partido de la Libertad Individual, P-Lib)의 일원으로 활동해오고 있다.

## 저작
- Planes de pensiones privados (1984)
- Lecturas de economía política, ed. (3 vols., 1984-1987)
- Socialism, Economic Calculation, and Entrepreneurship (2010)
- Estudios de economía política (1994)
- 화폐, 은행 신용, 그리고 경기변동 (Money, Bank Credit, and Economic Cycles, 2006)
- The Austrian School: Market Order and Entrepreneurial Creativity (2008)
- Nuevos estudios de economía política (2002)
- Ahorra y previsión en el seguro de vida (2006)
- The Theory of Dynamic Efficiency (2009)

## 같이 보기
- 자유지상주의
- 루트비히 폰 미제스

## 참고 문헌
1. Doctor Honoris Causa. Alexandru Ioan Cuza University
2. Doctor Honoris Causa. Financial University under the Government of the Russian Federation
3. Professor Huerta de Soto receives the Hayek Gesellschaft (University of Göttingen)
4. In memoriam M.N. Rothbard (https://web.archive.org/web/20131029210503/http://jesushuertadesoto.com/pdf_nuevosestudios/cap18.pdf), see Raíces salmantinas de la escuela austriaca, by Jesús Huerta de Soto
5. Article in Spanish, "En defensa del euro"